# Шавіт

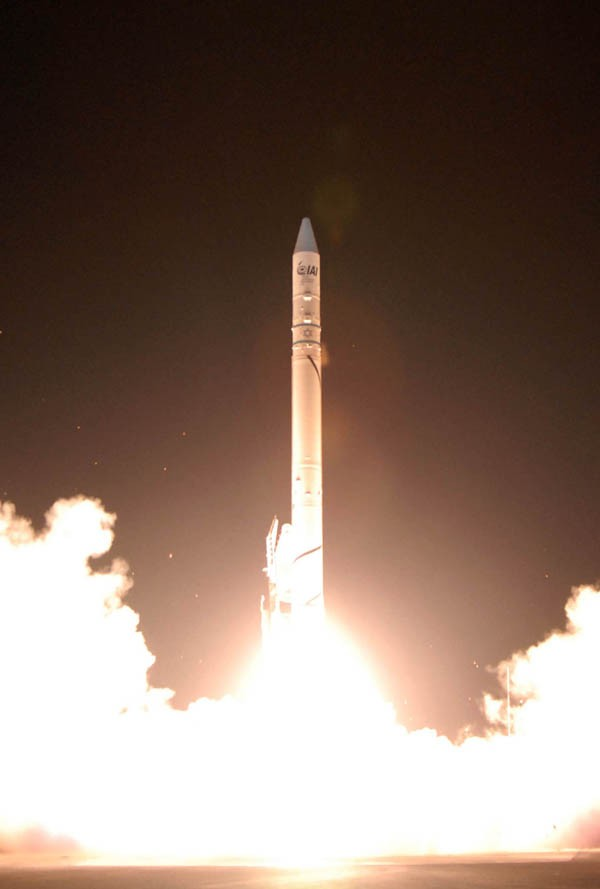

31°54′ пн. ш. 34°42′ сх. д. / 31.900° пн. ш. 34.700° сх. д.
Шавіт (івр. שביט — комета) або RSA-3 — ракета для запуску космічних апаратів. Розроблена і виробляється в Ізраїлі. Уперше була запущена 19 вересня 1988 року з космодрому Пальмахім, що зробило Ізраїль восьмою країною у світі, здатною самостійно виводити космічні апарати на орбіту. Починаючи з 1999 року, Ізраїль робить планові запуски своєї космічної ракети. Також у 2003 році були підписані контракти про можливість запуску ізраїльських «Шавітів» з космодрому Алкантара. За допомогою ракети Шавіт здійснюється запуск супутників Офек.

## Технічна характеристика
Шавіт — є триступеневою твердопаливною ракетою. Перші два ступені ідентичні, мають вагу по 13 тонн кожна, серійно випускалися в Ізраїлі концерном IAI. Третій ступінь побудований компанією Rafael, важить 2,6 тонни, двигун ступеня працює 92 секунди. Перший і другий ступінь використовуються також в ракеті «Єрихон-2». Двигуни працюють до висоти близько 100 км, і за інерцією ракета набирає ще 150 км. Ракета піддавалася модернізації, спочатку використовувався варіант LK — A (Шавіт 1).
Надалі — LK — 1 (Шавіт 2), що має можливість виводити важчі супутники. У цей час проєктується варіант LK — 2 (Шавіт 3), перший ступінь якого матиме новий (ліцензійний) двигун.
- LK — A — Для 350кг — клас супутників у 240 × 600 км еліптичній полярній орбіті.
- LK — 1 — Для 350кг — клас супутників в 700 км круговій полярній орбіті.
- LK — 2 — Для 800кг — клас супутників в 700 км круговій полярній орбіті

## Історія використання
Ракета-носій «Шавіт» була запущена вісім разів:
| Ракета-носій | Дата запуску    | Місце запуску | Корисне навантаження | Статус місії    |
| Шавіт        | 19 вересня 1988 | Пальмахім     | Ізраїль Офек 1       | Успішний запуск |
| Шавіт        | 3 квітня 1990   | Пальмахім     | Ізраїль Офек 2       | Успішний запуск |
| Шавіт        | 15 вересня 1994 | Пальмахім     | Ізраїль Офек ?       | Невдало         |
| Шавіт-1      | 5 квітня 1995   | Пальмахім     | Ізраїль Офек 3       | Успішний запуск |
| Шавіт-1      | 22 січня 1998   | Пальмахім     | Ізраїль Офек 4       | Невдало         |
| Шавіт-1      | 28 травня 2002  | Пальмахім     | Ізраїль Офек 5       | Успішний запуск |
| Шавіт-2      | 6 вересня 2004  | Пальмахім     | Ізраїль Офек 6       | невдало         |
| Шавіт-2      | 11 червня 2007  | Пальмахім     | Ізраїль Офек 7       | Успішний запуск |
| Шавіт-2      | 22 липня 2010   | Пальмахім     | Ізраїль Офек 9       | Успішний запуск |

Перераховані запуски нетипові для світової практики, оскільки проводилися на енергетично невигідні орбіти з нахилом близько 142 град. Це викликано географічними особливостями Ізраїлю: доступний вільний простір для запуску є тільки над Середземним морем в західному напрямі. Тому можливості самого носія при запусках з Пальмахім використовуються не цілком ефективно.